# Titularbistum Glenndálocha
Glenndálocha (neu-irisch: Gleann Dá Loch, englisch Glendalough) ist ein Titularbistum der römisch-katholischen Kirche. 
Es geht zurück auf einen untergegangenen Bischofssitz Glendalough, der in der irischen Provinz Leinster lag und der Kirchenprovinz Dublin zugeordnet war.
| Titularbischöfe von Glenndálocha |                                              |                                             |                   |                   |
| Nr.                              | Name                                         | Amt                                         | von               | bis               |
| 1                                | Raymond D’Mello                              | emeritierter Bischof von Allahabad (Indien) | 20. Dezember 1969 | 24. November 1971 |
| 2                                | Marian Przykucki                             | Weihbischof in Posen (Polen)                | 12. Dezember 1973 | 15. Juni 1981     |
| 3                                | Donal Brendan Murray                         | Weihbischof in Dublin (Irland)              | 4. März 1982      | 10. Februar 1996  |
| 4                                | Diarmuid Martin                              | Kurienbischof                               | 5. Dezember 1998  | 3. Mai 2003       |
| 5                                | Guy Sansaricq                                | Weihbischof in Brooklyn (USA)               | 6. Juni 2006      | 21. August 2021   |
| 6                                | Kevin Randall Titularerzbischof pro hac vice | Apostolischer Nuntius                       | 13. August 2023   |                   |